# هسه (دهانه)
هسه (به انگلیسی: Hase) یک دهانه برخوردی در ماه‌ است که در بخش ناهموار جنوب شرقی کره ماه قرار دارد.

## دهانه‌های اقماری
این دهانه ۳ دهانه اقماری دارد.
| Hase | عرض جغرافیایی | طول جغرافیایی | قطر          |
| ---- | ------------- | ------------- | ------------ |
| A    | ۲۹.۰° S       | ۶۲.۹° E       | ۱۴.۰ کیلومتر |
| B    | ۳۱.۶° S       | ۶۰.۳° E       | ۱۷.۰ کیلومتر |
| D    | ۳۱.۰° S       | ۶۳.۳° E       | ۵۶.۰ کیلومتر |